# Thrakesion

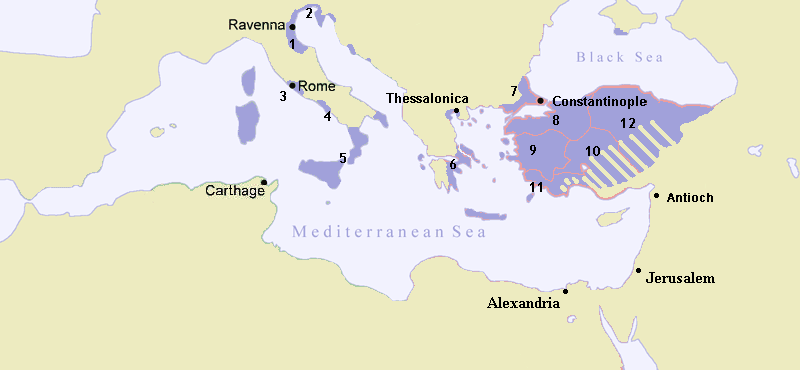
I themata nel 717 (il Thrakesion è il numero 9).

Themata bizantini nel 1045.

Thrakesion fu uno dei themata in cui era diviso l'impero bizantino.

## Estensione del thema della Thrakesion
Questo thema si trovava in Asia minore, e si trovava vicino a Smirne. Durante il X secolo era terzo su trentuno in ordine di importanza nell'Impero Bizantino.

## La storia della Thrakesion
Inizialmente il Thrakesion faceva parte dell'Anatolikon. Questo thema cadde per la prima volta dopo la battaglia di Manzikert, nel 1071, ma Alessio I Comneno (1081-1118) nel 1118 ne riprese il comando. Dopo la caduta di Costantinopoli per mano dei crociati nel 1204, questo thema rimase fedele all'impero di Nicea, che nel 1261 riconquistò Costantinopoli e riprese il suo nome di impero bizantino. Il Thrakesion nel XIV secolo iniziò a perdere tutti i suoi territori, che vennero conquistati dai Turchi ottomani. La capitale Filadelfia cadde in mano agli Ottomani nel 1390 e fu l'ultima città bizantina dell'Asia Minore.

## Altro
Lo strategos prendeva quaranta libbre d'oro all'anno.
Questo thema forniva cavalleria leggera e fanteria.
Questo thema nel IX secolo forniva al governo imperiale 6.000 soldati.

## Strategos ricordati
- Giovanni Comneno Vataze fu strategos fino al 1182.
- Giovanni Cantacuzeno, avo del futuro imperatore Giovanni VI Cantacuzeno, fu strategos di questo thema alla metà del XIII secolo.
- Alessio Filantropeno fu strategos dal 1290 circa al 1295; poi dal 1324 al 1336.